# Biston strataria
Biston strataria es una especie de polilla de la familia Geometridae. La especie fue descrita por primera vez por Johann Siegfried Hufnagel en 1767 y se puede encontrar distribuido Asia Menor y el Cáucaso.